# Chloroclystis rubifusa
Chloroclystis rubifusa là một loài bướm đêm trong họ Geometridae.